# جايسون كينيدي (صحفي)
جايسون كينيدي (بالإنجليزية: Jason Kennedy)‏ هو صحفي أمريكي، ولد في 11 ديسمبر 1981 في فورت لودرديل في الولايات المتحدة.

## وصلات خارجية
- جايسون كينيدي على موقع IMDb (الإنجليزية)
- جايسون كينيدي على موقع قاعدة بيانات الفيلم (الإنجليزية)